# Giuseppe D’Annibale
Giuseppe D’Annibale (* 22. September 1815 in Borbona, Italien; † 17. Juli 1892 ebenda) war Theologe und Kurienkardinal der römisch-katholischen Kirche.

## Leben und Wirken
Giuseppe D’Annibale, in einfachen Verhältnissen aufgewachsen, studierte Theologie und Philosophie, wurde im September 1838 Subdiakon und im März 1839 Diakon. Später promovierte er in Zivil- und Kirchenrecht. Am 21. September 1839 empfing er die Priesterweihe. Bis 1850 blieb er in Borbona, ehe er 1851 Professor für Moraltheologie am Priesterseminar in Rieti wurde. 1852 wurde D’Annibale Generalvikar des Bistums Rieti. Nach dem Tod von Bischof Gaetano Carletti im Jahr 1867 leitete er als Kapitularvikar bis 1871 die Amtsgeschäfte, ehe der spätere Kardinal Egidio Mauri neuer Bischof wurde. In dessen Auftrag verfasste er 1872 einen Kommentar zur Apostolischen Konstitution Apostolicae sedis moderationi von Papst Pius IX., den er 1873 veröffentlichte. Er fand unter anderem Lob von Kardinal Vincenzo Gioacchino Pecci, dem späteren Papst Leo XIII. In den folgenden Jahren widmete er sich in den folgenden Jahren vor allem der Erneuerung der Moraltheologie. Sein dreibändiges Werk Summula theologiae moralis ad usum seminarii Reatini beeinflusste maßgeblich den 1917 eingeführten Codex iuris Canonici.
Leo XIII. ernannte ihn am 12. August 1881 zum Titularbischof von Carystus. Die Bischofsweihe empfing er zwei Tage später gemeinsam mit Sebastiano Galeati durch Kardinalvikar Raffaele Monaco La Valletta; Mitkonsekratoren waren Giulio Lenti und François Marinelli, beide Weihbischöfe in Rom. Im folgenden Jahr ging er nach Rom, um dort eine Stelle als Kirchenrechtler anzutreten. 1883 wurde er Konsultor des Heiligen Offiziums und im November 1884 dessen Assessor. Am 11. Februar 1889 nahm ihn Leo XIII. als Kardinalpriester von Santi Bonifacio ed Alessio ins Kardinalskollegium auf. 1890 ernannte der Papst ihn zum Präfekten der Ablass- und Reliquienkongregation.
Anfang 1892 verschlechterte sich sein Gesundheitszustand, und Kardinal D’Annibale zog sich in seine Heimatstadt Borbona zurück. Am 16. Juli 1892 empfing er hier die Sterbesakramente und starb am folgenden Tag. Er wurde in der dortigen Kirche Santa Maria Nuova (heute Santa Maria Assunta) beigesetzt.
Giuseppe D’Annibale war ein Onkel von Federico Kardinal Tedeschini.

## Veröffentlichungen
- Summula theologiae moralis ad usum seminarii Reatini, 3 Bände (1874–1876)
- De iustitia et iure
- De legibus
- De censuris
- De restitutione in genere